# Kupferpecherz
Als Kupferpecherz bezeichnet man ein durch Verwitterung meist in der Oxidationszone entstandenes Kupfer-Erz.
Kupferpecherz ist von feinkörniger bis massiger Struktur, hat eine pechschwarze Farbe und bestehend vorwiegend aus den Sekundärmineralen Cuprit, Tenorit (Kupferschwärze), Azurit und Malachit, sowie Resten von Covellin und Chalkopyrit, aus denen es hervorgegangen ist. Oft ist auch als weiteres Verwitterungsprodukt Limonit (Brauneisenerz), ein Gemenge aus Goethit und Lepidokrokit, Bestandteil des Kupferpecherz und manchmal auch gediegen Kupfer. 

Siehe auch: Liste individueller Mineralgemenge